# Raphaël Verdurmen
Raphaël Verdurmen (Tielrode, 18 maart 1854 - aldaar, april 1938) was een Belgische politicus.

## Levensloop
Verdurmen was van 1919 tot zijn overlijden in 1938 burgemeester in Tielrode. Hij was grondeigenaar.